# Mount Vernon (Dakota du Sud)
Pour les articles homonymes, voir Mount Vernon (homonymie).
Mount Vernon est une municipalité américaine située dans le comté de Davison, dans l'État du Dakota du Sud. Selon le recensement de 2010, elle compte 462 habitants. La municipalité s'étend sur 0,35 milles carrés (0,91 km2).
La ville est d'abord appelée Arlandtown, en l'honneur de son premier receveur des postes C. H. Arland. Elle change de nom pour éviter toute confusion avec Arlington et choisit celui de la résidence de George Washington.

## Démographie
| 1890 | 1900 | 1910 | 1920 | 1930 | 1940 |
| ---- | ---- | ---- | ---- | ---- | ---- |
| 127  | 222  | 614  | 661  | 489  | 405  |

| 1950 | 1960 | 1970 | 1980 | 1990 | 2000 |
| ---- | ---- | ---- | ---- | ---- | ---- |
| 387  | 379  | 398  | 402  | 368  | 477  |

| 2010 | - | - | - | - | - |
| ---- | - | - | - | - | - |
| 462  | - | - | - | - | - |